# Petit corps du Système solaire

Place des petits corps du système solaire dans la classification des objets du système solaire.

En astronomie, un petit corps du Système solaire est un objet céleste du Système solaire orbitant autour du Soleil et qui n'est ni une planète, ni une planète naine, ni un satellite de planète ou de planète naine.
Le terme fut adopté en 2006 par l'Union astronomique internationale (UAI) afin d'éclaircir la classification des objets tournant autour du Soleil. Les petits corps comprennent principalement les astéroïdes qui circulent à l'intérieur de l'orbite de Neptune, les objets transneptuniens dont tout ou partie de l'orbite se situe au-delà de cette orbite, et les comètes qui sont caractérisées par une émission de gaz et de poussière sur une partie de l'orbite.

## Définition

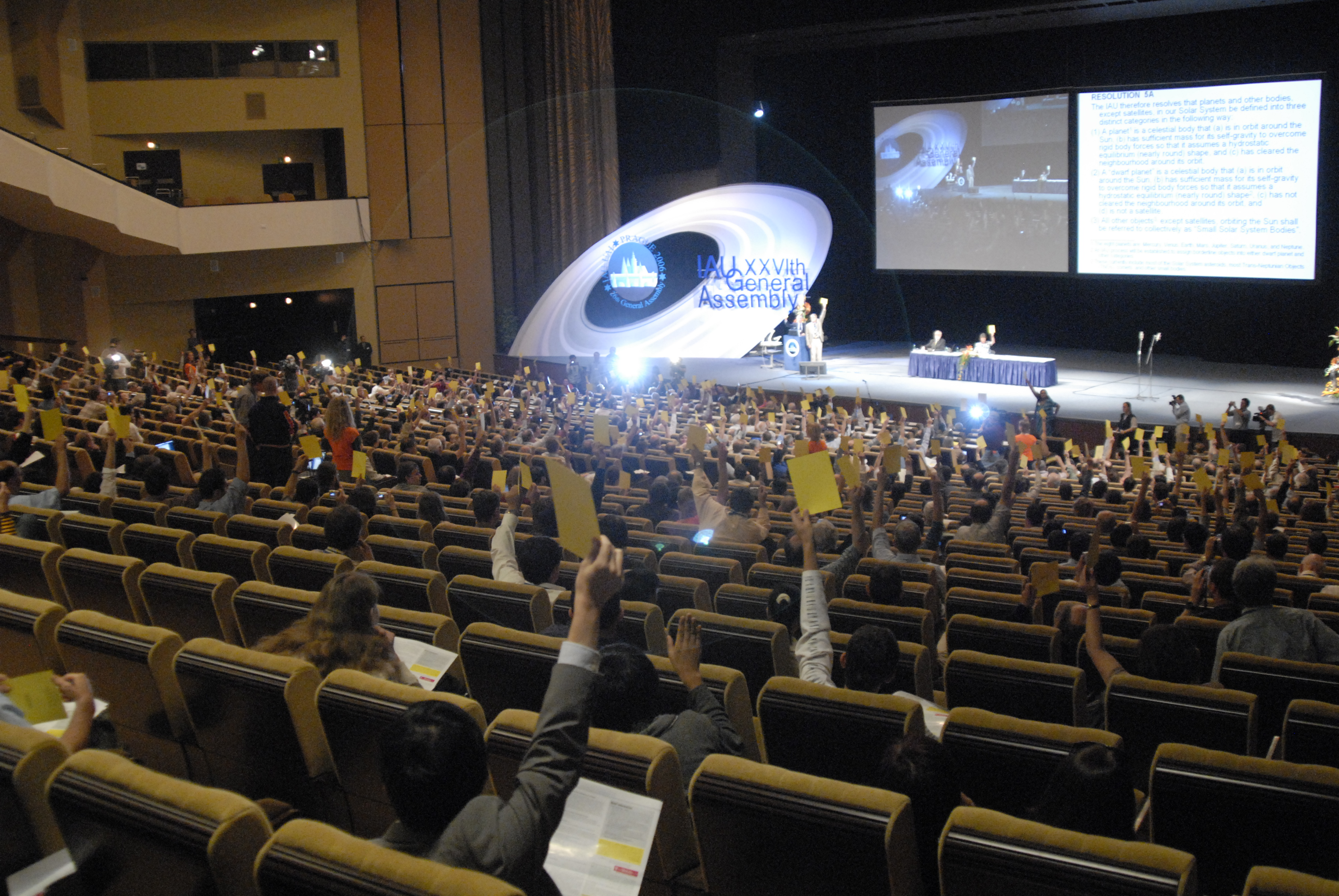
Vote à main levée de l'UAI le 24 août 2006 à Prague, définition planète, planète naine et petits corps du Système Solaire.

L'Union astronomique internationale (UAI), organisation chargée de la nomenclature astronomique, définit un petit corps comme un corps céleste du Système solaire qui satisfait aux conditions suivantes :
- il est en orbite autour du Soleil ;
- il n'est ni une planète, ni une planète naine, c'est-à-dire qu'il ne possède pas une masse suffisante pour que sa propre gravité l'emporte sur les forces de cohésion du corps solide et le maintienne en équilibre hydrostatique (sous une forme presque sphérique). A priori, bien que la définition par exclusion n'impose pas cette contrainte, un tel objet n'a pas non plus, comme les planètes naines, fait place nette dans son voisinage orbital.

Ce terme fut adopté le 24 août 2006 par l'Union astronomique internationale. Il participe d'une classification des objets du Système solaire en trois catégories selon leur taille et leur environnement.

## Caractéristiques

### Orbite
La définition de l'UAI ne concerne que les objets directement en orbite autour du Soleil. Elle ne s'applique donc pas aux satellites naturels de planètes, de planètes naines ou même d'autres petits corps.
En revanche, cette définition n'explicite pas le statut d'objets binaires dont chacun des membres est de taille comparable et orbite l'un autour de l'autre, le système tout entier orbitant autour du Soleil. Plusieurs objets de ce type sont connus, par exemple l'astéroïde (90) Antiope.

### Dimensions
La définition de l'UAI ne précise aucune limite de taille, tant inférieure que supérieure.
Les limites supérieures et inférieures en taille et en masse des planètes naines ne sont pas spécifiées dans la résolution 5A de l'Union astronomique internationale.
La limite supérieure est déterminée par le concept d'« équilibre hydrostatique », mais les dimensions auxquelles un objet atteint un tel état ne sont pas déterminées ; des observations empiriques suggèrent qu'elles varient suivant la composition et l'histoire de l'objet. La version initiale de la résolution 5 définissait l'équilibre hydrostatique comme s'appliquant « aux objets dont la masse dépasse 5 × 1020 kg (soit 500 millions de milliards de tonnes) et le diamètre 800 km », mais ceci ne fut pas retenu dans la résolution finale.
À titre de comparaison, parmi les satellites naturels des planètes géantes, un corps aussi grand que Protée, satellite de Neptune mesurant plus de 400 km de diamètre moyen, ne possède pas une forme sphérique. En revanche, Mimas, satellite de Saturne d'une taille comparable, est clairement sphérique.
Aucune limite inférieure n'est spécifiée. Les plus petits objets macroscopiques en orbite autour du Soleil sont nommés météoroïdes. En dessous de cette taille, on trouve des poussières interplanétaires, des molécules et de simples atomes. Il n'est pas précisé si les petits corps regroupent l'intégralité de ces objets.

### Voisinage
La définition d'un petit corps fait appel à celle d'une planète et d'une planète naine et suppose qu'elle n'a pas « fait place nette dans son voisinage », mais n'explicite pas plus ce concept.
Alan Stern et Harold F. Levison ont défini un critère permettant de faire la distinction entre une planète et une planète naine, exprimant la probabilité d'une rencontre entre un objet et un corps plus petit à la suite d'une déviation de l'orbite de ce dernier. Selon ses auteurs, ce critère permet d'estimer la capacité d'un corps à nettoyer son voisinage. Stern et Levison trouvèrent un écart de cinq ordres de grandeur entre sa valeur pour Mars et celle des plus grands astéroïdes et transneptuniens. En utilisant ces travaux, Steven Soter a proposé un paramètre nommé discriminant planétaire, permettant de faire la distinction entre les planètes naines et les huit planètes du Système solaire, sur la base de leur capacité à nettoyer les corps plus petits par collision, capture ou perturbation gravitationnelle. Ces critères pourraient a fortiori s'appliquer aux petits corps.

## Catégories
Il n'y a pas de définition officielle des différentes catégories de petits corps. L'usage est d'appeler astéroïdes les petits corps dont l'orbite se situe entièrement à l'intérieur de celle de Neptune, objets transneptuniens (ou objets de Kuiper) ceux qui circulent en tout ou partie au-delà de cette orbite et comètes les petits corps qui émettent des gaz ou des poussières sur une partie de leur orbite.  
Les orbites de la vaste majorité des petits corps du Système solaire sont localisées en deux régions distinctes, la ceinture d'astéroïdes située entre les orbites des planètes Mars et Jupiter et la ceinture de Kuiper située au-delà de l'orbite de Neptune entre 50 et 100 Unités Astronomiques du Soleil. D'autres régions contiennent de moindres concentrations de petits corps, comme les astéroïdes géocroiseurs dont la trajectoire coupe l'orbite de la Terre, les centaures qui circulent entre Jupiter et Neptune, les comètes ou les objets épars. Pour expliquer l'origine des comètes à période longue, les astronomes ont émis l'hypothèse qu'il existait un vaste réservoir de petits corps, le nuage de Oort, qui s'étendrait au-delà de la ceinture de Kuiper et jusqu'à 100 000 Unités Astronomiques du Soleil.

## Propriétés physiques
Bien que les astronomes disposent de données sur la luminosité, la couleur et l'orbite de très nombreux petits corps du Système solaire, peu d'entre eux ont pu être directement étudiés. Les observations depuis la Terre, au plus proche depuis la sonde spatiale Herschel n'ont permis de mesurer la densité que d'un nombre restreint d'astéroïdes et satellites des planètes. De faibles quantités de matériaux de plusieurs types d'astéroïdes ont été recueillies au sol sous forme de météorites. Aucun échantillon d'un objet transneptunien n'est en revanche jamais revenu sur Terre.
Les différences de coloration d'une surface d'astéroïde ou de comète sont généralement la conséquence de variations de composition chimique de sa surface, mais des recherches ont été faites pour étudier la corrélation entre la couleur d'une surface et la distribution de sa masse et de son champ gravitationnel, en utilisant l'observation optique, radar, en thermique et en infrarouge.